# Pseudocolopteryx citreola
Pseudocolopteryx citreola е вид птица от семейство Tyrannidae.

## Разпространение
Видът е разпространен в Аржентина, Боливия, Парагвай и Чили.